# Limont-Fontaine
Limont-Fontaine är en kommun i departementet Nord i regionen Hauts-de-France i norra Frankrike. Kommunen ligger i kantonen Hautmont som tillhör arrondissementet Avesnes-sur-Helpe. År 2022 hade Limont-Fontaine 532 invånare.

## Befolkningsutveckling
Antalet invånare i kommunen Limont-Fontaine
| Referens: INSEE |